# Сергеевка
Сергеевка (на руски: Сергеевка) е хутор в Кантемировски район на Воронежка област на Русия.
Влиза в състава на селището от селски тип Осиковское.

## География

### Улици
- ул. Садовая.

## Население
| 2010 |
| ---- |
| 47   |